# Saligão
Saligão (concani: साळगांव, Sallganv) é uma vila no distrito de Goa Norte, no estado indiano de Goa.

## Demografia
Segundo o censo de 2001, Saligão tinha uma população de 5553 habitantes. Os indivíduos do sexo masculino constituem 51% da população e os do sexo feminino 49%. Saligão tem uma taxa de literacia de 82%, superior à média nacional de 59,5%: a literacia no sexo masculino é de 87% e no sexo feminino é de 76%. Em Saligão, 8% da população está abaixo dos 6 anos de idade.